# The Mex
"Grandi risaie e filari di pioppi 
e all'orizzonte montagne maestose 
non si può dire che sia il paradiso
ma è il paese dove son nato.
(Nomadi)"
The Mex è stato un gruppo musicale italiano di genere pop/rock attivo dal 1993 al 1998. Nasce come cover band dei Nomadi all'indomani della scomparsa del cantante Augusto Daolio. Nel corso degli anni, per avvicendamenti nel gruppo e per lo scemare dell'interesse pubblico sui Nomadi, il repertorio viene ampliato a covers di gruppi come Doors, Beatles, Pink Floyd, nonché a brani di cantautori italiani come Enrico Ruggeri, Lucio Battisti, Vasco Rossi e molti altri. Nell'ultimo periodo di attività il gruppo dà alle stampe su supporto digitale un EP (Demo 4 you) contenente una cover di Let It Be e di Tutto a posto e 2 brani inediti scritti dal cantante Daniele Bonomi ed arrangiati dal gruppo (Brividi e Il villaggio). Il 31 dicembre 1998 il gruppo cessa l'attività musicale per inconciliabili impegni personali, alcuni membri ed ex daranno inizio ad altri progetti musicali.

## Le origini: la Mark I
Nel gennaio del 1993 a Buttapietra in provincia di Verona la quindicenne, avvenente e talentuosa Monica Manzini (voce), Massimo Marocchio (basso), Erminio Florio (batteria), Cristiano Bertagnoli (tastiere), Sveto Compri (tastiere, sax, fisarmonica) e Samuele Bonizzato (chitarra ritmica) decidono di mettere in comune le rispettive competenze musicali per fondare una cover band. Tutti sono accaniti seguaci dei Nomadi e la recente scomparsa del cantante Augusto Daolio risveglia in loro la voglia di rendergli omaggio e di perpetuare la sua memoria. Il nome Mex trae origine dalle iniziali dei nomi di battesimo (M-M-E-C-S-S) preceduto dall'articolo determinativo inglese. Il ritrovo per le jam sessions è nella cantina del padre di Monica, Ivo.
Il successo della giovanissima formazione è immediato. Fin da subito la potente voce di Monica Manzini si impone sulla vasta platea di estimatori che apprezzano anche la fedeltà delle covers agli originali. Trampolino di lancio del successo a livello provinciale è la manifestazione musicale Forettefestival aperta ad artisti amatoriali svoltasi nei giorni 14 e 15 agosto 1994. The Mex grazie alla loro freschezza e spontaneità si aggiudicano il premio speciale della giuria in competizione con gruppi più blasonati.

## Mark II
Tuttavia fin da subito nasce un problema a livello di organico: a settembre 1994 il batterista Erminio Florio, già seminarista, interrompe l'attività musicale per dedicarsi alla sua principale attività di studente. Nasce quindi l'esigenza di un valido rimpiazzo che viene individuato in Matteo Zancarli, un batterista di qualche anno più vecchio proveniente dalla vicina Marchesino. Contestualmente viene deciso anche l'innesto di un chitarrista solista ossia il fidanzato di Monica, Massimiliano Manzini, anche lui di Marchesino, che nonostante l'omonimia non è parente della ragazza.
L'attività riprende a pieno ritmo: il padre di Cristiano Bertagnoli, Bruno detto Sedia è in contatto con il presidente del fan club dei Nomadi di San Bonifacio, Gianni Posenato che ha anche velleità manageriali. Costui procura al gruppo alcune date live: il 28 ottobre 1994 la band è al teatro di San Bonifacio per il concerto di beneficenza organizzato dall'associazione "Augusto per la vita", con la partecipazione di Beppe Carletti, a sostegno della ricerca contro il cancro. Nel novembre del 1994 The Mex partecipano al concerto benefico a favore della popolazione cubana al palazzo dello sport di Pedavena. Durante questo evento lo stage si collega con la trasmissione televisiva Roxy Bar condotta da Red Ronnie. In studio sono presenti alcuni membri dei Nomadi che sono i promotori dell'iniziativa benefica.
Oltre agli impegni procacciati da Posenato i ragazzi si danno da fare anche in altre occasioni pubbliche e private. Il 27 gennaio 1995 partecipano ad una cena sociale del fan club dei Nomadi di San Bonifacio dove hanno l'onore di esibirsi con il tastierista Beppe Carletti.

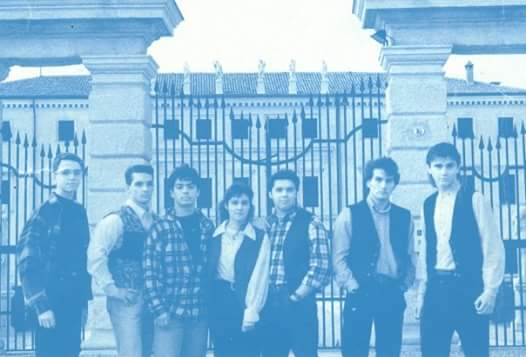
The Mex Mark II da sx: Massimo Marocchio, Massimiliano Manzini, Samuele Bonizzato, Monica Manzini, Cristiano Bertagnoli, Matteo Zancarli, Sveto Compri

## Mark III e IIIbis
A primavera del 1995 la giovane Monica lascia il gruppo per dedicarsi allo studio. Con lei se ne va anche il fidanzato e chitarrista Massimiliano Manzini. Ai Mex tocca trovarsi una nuova sala prove che sarà poi il Sedia's garage. Dopo qualche annuncio sul giornale viene trovato il sostituto di Monica, Daniele Bonomi che oltre a cantare si cimenta anche in qualche assolo di chitarra. La "moda Nomadi" sta tramontando quindi la band amplia l'offerta con covers di altri artisti e brani inediti scritti da Bonomi. Fioccano numerose le date nei locali della provincia e nasce l'esigenza di un chitarrista solista che dia un valore aggiunto alla formazione. Gerardo Sbazzeguti risponde all'ennesimo annuncio sul giornale dei Mex giusto in tempo per partecipare alla Festa della birra di Castel d'Azzano il 14 giugno 1995. È un chitarrista molto dotato, forse troppo. Dopo la Festa della birra dà le dimissioni per incomprensioni artistiche. L'attività musicale prosegue senza Gerardo.
L'attività manageriale di Gianni Posenato non è delle migliori, i successivi impegni fissati sono un flop, vedasi una serata alla discoteca Shamal di San Bonifacio il 22 luglio 1995 con le ragazze di Non è la Rai andata deserta ed una millantata intervista in diretta a Radio San Bonifacio. Così la band decide di licenziare Posenato e di autogestirsi.

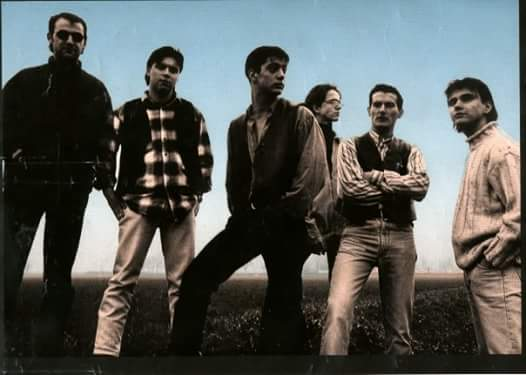
The Mex Mark III da sx: Daniele Bonomi, Cristiano Bertagnoli, Samuele Bonizzato, Massimo Marocchio, Matteo Zancarli, Sveto Compri

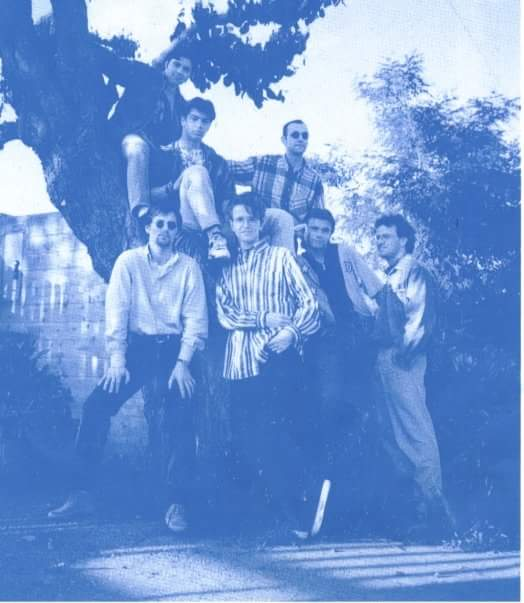
The Mex Mark IIIbis dall'alto: Cristiano Bertagnoli, Samuele Bonizzato, Daniele Bonomi, Matteo Zancarli, Massimo Marocchio, Sveto Compri, Gerardo Sbazzeguti

## Mark IV
Nell'estate del 1996 c'è un altro importante evento, la Fiera di Marchesino, una manifestazione che ha grande richiamo, 5 serate di musica. Il genere che va per la maggiore è la musica da ballo liscio. La prima serata è dedicata al rock e tocca ai Mex ma si capisce che il genere non è apprezzato dal pubblico danzereccio. A fine serata lo scoramento è palpabile. Zancarli, Bonomi, Bertagnoli e Bonizzato lasciano il gruppo. Al loro posto arrivano la "vecchia" Monica Manzini (voce), Marco Bertagnoli (batteria) e Gerry Zansavio (chitarra). Della serata di Marchesino esiste un album ufficiale autoprodotto non più disponibile perché fuori catalogo, "Live in Marchesino".
Per anni ci sono stati in circolazione bootlegs audio della band come ad esempio "Mexommacampagnalive" e "Live in Zevio".

## Formazioni
Mark I
- Monica Manzini (voce)
- Massimo Marocchio (basso)
- Erminio Florio (batteria)
- Cristiano Bertagnoli (tastiere)
- Sveto Compri (tastiere, sax, fisarmonica)
- Samuele Bonizzato (chitarra ritmica)
Mark II
- Monica Manzini (voce)
- Massimo Marocchio (basso)
- Matteo Zancarli (batteria)
- Cristiano Bertagnoli (tastiere)
- Sveto Compri (tastiere, sax, fisarmonica)
- Samuele Bonizzato (chitarra ritmica)
- Massimiliano Manzini (chitarra solista)
Mark III
- Daniele Bonomi (voce e chitarra solista)
- Massimo Marocchio (basso)
- Matteo Zancarli (batteria)
- Cristiano Bertagnoli (tastiere)
- Sveto Compri (tastiere, sax, fisarmonica)
- Samuele Bonizzato (chitarra ritmica)
Mark IIIbis (Solo una data live)
- Daniele Bonomi (voce)
- Massimo Marocchio (basso)
- Matteo Zancarli (batteria)
- Cristiano Bertagnoli (tastiere)
- Sveto Compri (tastiere, sax, fisarmonica)
- Samuele Bonizzato (chitarra ritmica)
- Gerardo Sbazzeguti (chitarra solista)
Mark IV
- Monica Manzini (voce)
- Massimo Marocchio (basso)
- Marco Bertagnoli (batteria)
- Sveto Compri (tastiere, sax, fisarmonica)
- Gerry Zansavio (chitarra)

## Discografia ufficiale
- Demo 4 you (EP)
- Luglio 1996: Live in Marchesino

## Discografia non ufficiale
- Maggio 1996: Mexommacampagnalive
- Live in Zevio

## Videografia non ufficiale
- 28 ottobre 1994: Live in San Bonifacio
- Novembre 1994: Live in Pedavena
- 27 gennaio 1995: Live with Beppe
- 3 marzo 1995: Live at the Benny boy

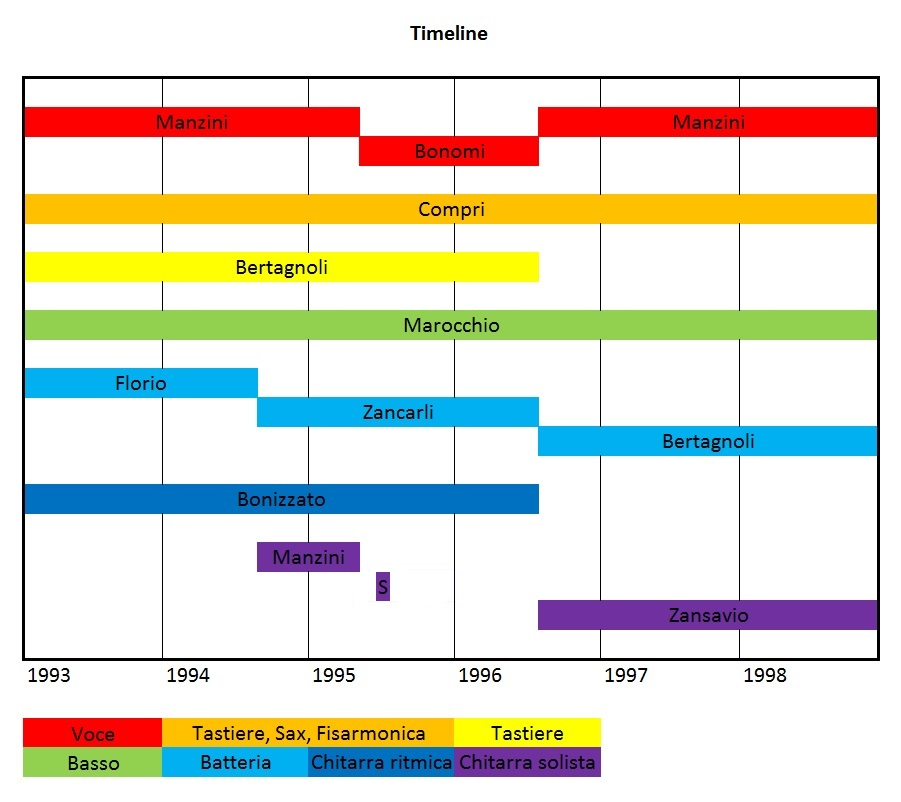

- Live in Buttapietra (introvabile)